# Vernon County Jane Doe
Vernon County Jane Doe (Desconocida del condado de Vernon) es una víctima de asesinato estadounidense cuyo cuerpo fue encontrado el 4 de mayo de 1984. Su identidad sigue siendo desconocida. Le habían amputado las manos, probablemente para evitar la identificación por medio de huellas dactilares.
El caso ha sido intensamente investigado desde el descubrimiento del cuerpo, sin avances para encontrar su identidad o su asesino.

## Descubrimiento del cuerpo
Tres adolescentes conduciendo por un camino de grava se encontraron tirado en la cuneta lo que les pareció el cuerpo de una anciana a las 11:15 de la noche del 4 de mayo de 1984, cerca de la ciudad de Westby, Wisconsin. Llevaba muerta entre 24 y 48 horas. Había sufrido un golpe tan brutal en la cabeza que su rostro permaneció irreconocible hasta que los empleados de la funeraria procedieron a realizarle un tratamiento cosmético reconstructivo. Después de que el caso se difundiera en las noticias, una pareja declaró que había visto a un hombre sospechoso esa misma noche a cinco km de allí. Regresaba al asiento del conductor de un automóvil amarillo, que se cree era un Datsun de 1982. Cuando la policía acudió al lugar, encontraron en la grava huellas de neumáticos de un giro en U apresurado. Allí también se encontraron la parte superior de una dentadura postiza rota, sangre y un reloj de hombre. Debido a esta evidencia, se cree que fue asesinada en otro lugar, y la llegada de la pareja interrumpió al asesino en el momento de abandonar el cuerpo, haciéndolo huir y dejar el cadáver más adelante junto a la misma carretera, en el lugar donde fue encontrado. 
La víctima había sido asesinada, ya que sufrió una herida contundente en el lado derecho de la cabeza, tan brutal que le rompió la mandíbula, la cuenca del ojo y la dentadura postiza que llevaba puesta. También se apreciaba un traumatismo agudo en el lado izquierdo de la cabeza, cerca de la oreja, probablemente una punzada con un cuchillo. Le habían cortado las manos, muy probablemente para evitar la identificación a través de la comparación de huellas dactilares.

## Descripción y vestimenta
La Jane Doe del condado de Vernon era una mujer blanca de entre 50 y 65 años. Tenía el pelo castaño oscuro canoso en las sienes, con permanente y los ojos azules. De complexión fuerte, medía aproximadamente 1,65 m y pesaba 68 kg; tenía las uñas de los pies tan largas que se curvaban y usaba dentadura postiza. La dentadura, a la que le faltaban dos dientes, se desconoce si desprendidos por el golpe, tenían números en relieve y con sangría, que se cree que son números de serie. A pesar de esto, los investigadores han declarado que los números de serie del producto no se asignaron a destinatarios específicos, lo que no daría pistas sobre la identidad de la víctima.
Llevaba un abrigo color tostado con un patrón tattersall multicolor, un vestido negro sin mangas con estampado de amebas azul y blanco, ambos de confección casera y por tanto con botones y costuras distintivos, sobre un jersey azul de cuello alto, medias de nailon enrolladas sobre las rodillas y zapatos planos color canela talla 42. Las etiquetas de marca del jersey habían sido arrancadas..

## Investigación
Han surgido más de 4,000 pistas en el caso, una de las primeras fue el arresto de varias personas que usaron de manera fraudulenta cheques de una mujer desaparecida de Amherst, Wisconsin, que desapareció casi al mismo tiempo que se encontró a la Jane Doe.
A pesar del posible vínculo con Amherst, la policía creía que no residía en el área donde fue encontrada. Siete mujeres desaparecidas fueron descartadas como posibles identidades.
Las autoridades emplearon los medios de comunicación varias veces para identificar a la víctima. En 2012, los funcionarios "empujaron" el caso para llegar a áreas de Minnesota y Wisconsin que estaban conectadas a la autopista 14. El caso se transmitió en 2013 en un especial de noticias de tres días, titulado "Catch Her Killer: Justice for Jane Doe", para descubrir nuevas pistas. Sin embargo, ninguna ha resultado útil.
Fue enterrada en el cementerio de Viroqua. Su lápida lleva las palabras "Jane Doe" y la fecha del descubrimiento de su cuerpo.
El 12 de agosto de 2015, su cuerpo fue exhumado y enviado al laboratorio criminalístico en Madison, Wisconsin, para realizar nuevas pruebas con la esperanza de identificarla. El cuerpo fue devuelto y reenterrado al día siguiente. El ADN también fue recolectado y comenzó a procesarse en la Universidad del Norte de Texas. Una nueva reconstrucción facial forense de la víctima fue publicada en diciembre de 2015 por una universidad de Arizona. La representación fue completada por la artista forense Catyana Falsetti, cuyo esposo también estaba trabajando en el caso en la universidad.
Las pruebas forenses sobre el polen presente en la ropa de la víctima en 2018 indicaron que podría provenir de Arizona o Nuevo México.
Más tarde, las autoridades buscarían la ayuda del Proyecto DNA Doe con la esperanza de identificar a la víctima.

## Galería

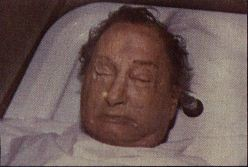
Fotografía de la morgue, de frente.
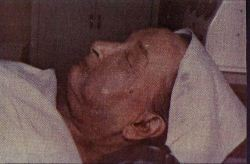
Fotografía de la morgue, de lado.
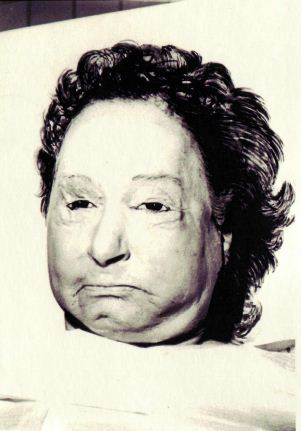
fotografía de la morgue retocada, publicada en prensa.
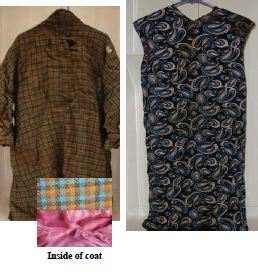
vestido y abrigo.
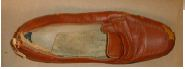
Zapato.